# كويتشي كيتامورا
كويتشي كيتامورا (بالكانا:きたむら こういち) هو ممثل ياباني، ولد في 18 ديسمبر 1931 في اليابان، وتوفي بنفس المكان في 2 أكتوبر 2007.

## أعمال

### أفلام
- (1983) جين الحافي
- (1986) جين الحافي 2
- (1988) أكيرا

## وصلات خارجية
- كويتشي كيتامورا على موقع IMDb (الإنجليزية)
- كويتشي كيتامورا على موقع قاعدة بيانات الفيلم (الإنجليزية)
- كويتشي كيتامورا على موقع ANN person (الإنجليزية)